# 本田瞳 (モデル)
本田 瞳（ほんだ ひとみ）は、熊本県出身のモデル。レグルスペード所属。

## 略歴
熊本県生まれ。九州で活動の後、上京。シュルーに所属の後、2020年にレグルスペードへ移籍。
2019年Miss Wine ファイナリスト。
ゴルフトゥデイバーディーズ。

## 出演
- 2017年 - 九州電力Webムービー「でんきサポート」篇[要出典]
- 2017年 - NTT西日本「ICTの町」篇[要出典]
- 2017年 - 大分県グリーンツーリズム「OOOOOOITA!! オーイタ」PR動画[3][4]
- 2020年 - 環境省 COOL CHOICE TV ノンステートアクターとの連携事業 ナレーション[5][6][7][8][9]